# Хосі Сін'їті
Шін'ічі Хоші (яп. 星 新一; 6 вересня 1926, Токіо — 30 грудня 1997) — японський письменник-фантаст.

## Коротка біографія
Народився в Токіо. В 1948 році закінчив агроекономічний факультет Токійського імператорського університету. Батько — вчений-хімік, фундатор фармацевтичної фірми. Хосі успадкував президентське крісло батька, але не зміг успішно керувати компанією і вона збанкрутіла. В 1951 році він опублікував у комерційному журналі «Хосекі» оповідання «Секисутора», яке одразу викликало зацікавленість серед читачів. Після написання ще ряду блискучих оповідань Хосі вирішив зосередитись на літературі.
В 1963 році в Японії виник Клуб японських письменників-фантастів, і Хосі став його першим президентом (1976—1977). В 1968 році він отримав премію Клубу японських письменників детективного жанру за твір «Скажений банк», а у 1998 — спеціальний приз в рамках конкурсу «Гран-прі японської наукової фантастики». Хосі написав понад тисячу творів, які увійшли в 20 томів, і став одним з найвідоміших письменників-фантастів Японії. Його оповідання друкувалися у «Всесвіті» в 1982, 1987, 1988, 1989, 1992, 2007 р.
Помер 30 грудня 1997 року